# Marija Vasil'evna Oktjabr'skaja
Marija Vasil'evna Oktjabr'skaja, nata Garagulya (Kijat, 3 agosto 1902; 21 luglio del calendario giuliano – Smolensk, 15 marzo 1944), è stata una militare sovietica.
Dopo la morte del marito, ucciso sul fronte orientale nel 1941, la Oktjabr'skaja vendette tutti i suoi averi per poi donare il ricavato per la costruzione di un carro armato da inviare al fronte, di cui chiese, con una lettera inviata a Stalin in persona, di poter essere la conducente. La donna fu quindi inviata a un centro di addestramento per carristi, dove imparò a guidare e riparare un T-34, ossia il carro armato medio che rappresentò la spina dorsale delle forze corazzate sovietiche nel corso della seconda guerra mondiale, che ella battezzò "Боевая подруга" (Boevaja podruga), ossia, in russo, "Fidanzata Combattente".
Dopo aver dimostrato le proprie capacità e il proprio coraggio sul campo di battaglia, la Oktjabr'skaja fu promossa al grado di sergente e, dopo la sua morte in ospedale a Smolensk, dopo due mesi di coma, per le ferite riportate in combattimento nei pressi di Vicebsk, nell'odierna Bielorussia, venne insignita del titolo di Eroe dell'Unione Sovietica, la più alta onorificenza sovietica, per il coraggio in combattimento, diventando peraltro la prima carrista a ricevere tale nomina.

## Biografia
Nata nel villaggio di Kijat, oggi Blyzhnje, nel distretto di Krasnogvardejskoe, in Crimea, nel 1902 o, secondo altre fonti, nel 1905, in una famiglia ucraina di contadini con dieci figli, Marija trascorse l’infanzia e la giovinezza a Sebastopoli. Rimasta prematuramente orfana e con i fratelli a cui badare, nel 1921 la donna si trasferì prima a Džankoj, dove completò gli studi inferiori, e poi a Sinferopoli, dove trovò lavoro dapprima in un conservificio e poi come telefonista nella centrale telefonica cittadina. Nel 1925, sposò Ilja Fedotovič Ryadnenko, un cadetto della scuola di cavalleria di Crimea, assieme al quale adottò il cognome Oktjabr'skj in onore della Rivoluzione d'ottobre. Una volta che l'uomo ebbe terminato gli studi, la coppia prese a spostarsi di città in città a seconda delle destinazioni del capofamiglia; nel frattempo la Oktjabr'skaja seguì corsi di assistenza medica, di guida di veicoli militari e imparò anche a sparare con una mitragliatrice.
Nell'estate del 1940, dopo l'annessione della Bessarabia all'Unione Sovietica, la Oktjabr'skaja seguì il marito, divenuto commissario politico del 134º Reggimento di artiglieria (obici), a Chișinău, presso la sede del reggimento.

### Seconda guerra mondiale

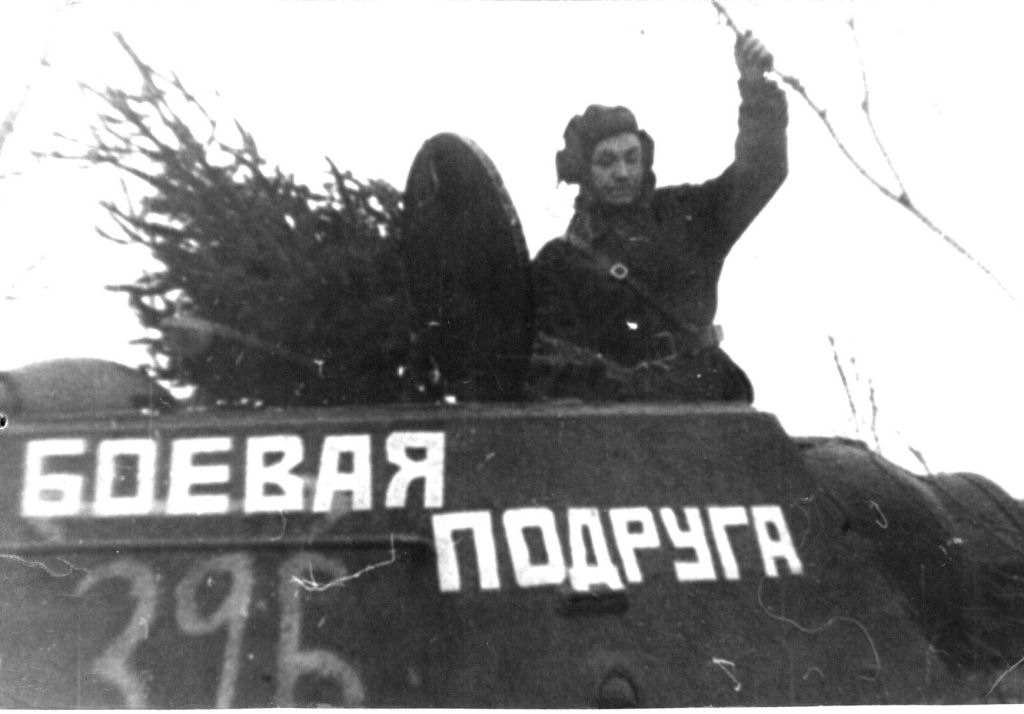
Un carrista si affaccia dal Fidanzata Combattente

Il 23 giugno 1941, all'indomani dell'inizio dell'Operazione Barbarossa, ossia dell'invasione nazista dell'Unione Sovietica, Marija Oktjabr'skaja, insieme a sua sorella e ad altri membri delle famiglie dei comandanti dell'esercito, fu evacuata da Chișinău e destinata a Tomsk, in Siberia, dove arrivò ad agosto e dove iniziò a lavorare come centralinista in una scuola di artiglieria controaerei, lì trasferita da Leningrado. Un paio d'anni dopo, nel 1943, la donna venne a sapere che il 9 agosto del 1941 il marito, nel frattempo passato alla 206ª Divisione fucilieri, era stato ucciso dalle forze naziste presso Kiev e, determinata a vendicarlo, decise di arruolarsi. Quando le sue richieste di arruolamento furono rifiutate sia a causa dell'età che del fatto che in passato aveva sofferto di tubercolosi ossea, la Oktjabr'skaja decise di vendere tutto quanto era in suo possesso per donare il ricavato, circa 50 000 rubli, all'Armata Rossa, affinché potesse comprare un carro armato, accludendo alla donazione due richieste: che il carro armato fosse battezzato "Fidanzata Combattente" ("Боевая подруга") e che potesse essere lei stessa a condurlo. 
Di seguito il telegramma che la donna inviò al Cremlino :
Дорогой Иосиф Виссарионович!

В боях за Родину погиб мой муж — полковой комиссар Октябрьский Илья Федотович. За его смерть, за смерть всех советских людей, замученных фашистскими варварами, хочу отомстить фашистским собакам, для чего внесла в госбанк на построение танка все свои личные сбережения — 50 000 рублей. Танк прошу назвать «Боевая подруга» и направить меня на фронт в качестве водителя этого танка. Имею специальность шофёра, отлично владею пулемётом, являюсь ворошиловским стрелком.

Шлю Вам горячий привет и желаю здравствовать долгие, долгие годы на страх врагам и на славу нашей Родины.
ОКТЯБРЬСКАЯ Мария Васильевна.
г. Томск, Белинского, 31.»
Caro Iosif Vissarionovič!

Mio marito, il commissario del reggimento Ilja Fedotovič Oktjabr'skj, è morto nelle battaglie per la Patria. Per la sua morte, per la morte di tutto il popolo sovietico torturato dai barbari fascisti, voglio vendicarmi dei cani fascisti, per cui ho contribuito dando tutti i miei risparmi personali alla banca statale per costruire un carro armato: 50.000 rubli. Ti chiedo di nominare il carro armato "Fidanzata Combattente" e di mandarmi al fronte come conducente di questo carro armato. Ho le capacità di un conducente, ho un'ottima padronanza di una mitragliatrice, sono un tiratore scelto Vorosilov.

Vi mando un caloroso saluto e vi auguro salute per molti, molti anni, per la paura dei nemici e per la gloria della nostra Patria.
OKTJABR'SKAJA Marija Vasiljevna. 
Tomsk, via Belinskij, 31»
A questo messaggio, Stalin rispose con un altro telegramma:
тов. ОКТЯБРЬСКОЙ Марии Васильевне
Благодарю Вас, Мария Васильевна, за Вашу заботу о бронетанковых силах Красной Армии.

Ваше желание будет исполнено.

Примите мой привет.
И. СТАЛИН»
compagna Oktjabr'skaja Marija Vasiljevna
Grazie, Marija Vasiljevna, della tua preoccupazione per le forze corazzate dell'Armata Rossa.

Il tuo desiderio sarà esaudito.

Ti prego di accettare i miei saluti.
I. STALIN»
Il 3 maggio 1943, l'allora trentottenne Marija Oktjabr'skaja fu quindi inviata presso la scuola carristi di Omsk per seguire un corso specialistico della durata di 5 mesi, al termine del quale fu inserita nella 26ª Brigata corazzata delle guardie, allora parte del 2º Corpo corazzato, in qualità di pilota di carri armati e meccanico. Come da sua prima intenzione, la donna, che fu inizialmente vista dai propri commilitoni come un mero strumento di propaganda, ribattezzò il T-34 che le fu affidato come "Fidanzata Combattente", dipingendone il nome a chiare lettere sulla torretta.
Marija Oktjabr'skaja ebbe il proprio battesimo del fuoco il 21 ottobre 1943, quando, assieme agli altri membri dell'equipaggio, fu coinvolta in un intenso volume di fuoco, riuscendo comunque a distruggere diversi nidi di mitragliatrice e pezzi di artiglieria tedeschi. Quando, nel mezzo della battaglia, il Fidanzata Combattente venne danneggiato da un colpo di mitragliatrice, la donna, ignorando gli ordini del suo comandante, uscì dal carro armato e lo riparò sotto il fuoco nemico, consentendo all'equipaggio di riprendere il combattimento. In seguito a tale azione e allo sprezzo del pericolo dimostrato, Marija Oktjabr'skaja fu promossa sergente.
La donna si rese nuovamente protagonista di un'azione eroica il 17 novembre successivo, quando, partecipando alla presa del villaggio di Novaje Siało, nella regione di Vicebsk, il suo carro armato venne danneggiato a un cingolo da un colpo di artiglieria tedesca e lei, assieme a un commilitone, si precipitò a riparare il danno in mezzo al fuoco nemico e con l'unica copertura che le era fornita dal resto dell'equipaggio, che nel frattempo sparava dalla torretta.
Due mesi dopo, il 17 gennaio 1944, Marija Oktjabr'skaja prese parte a un altro attacco notturno facente parte dell'offensiva Leningrado-Novgorod, condotto nei pressi villaggio di Šviedy, vicino a Vicebsk. Anche in questo caso la donna guidò audacemente il proprio T-34 verso le linee tedesche, distruggendo diversi nidi di mitragliatrice e un cannone anticarro semovente, finché il Fidanzata Combattente venne colpito da un proiettile anticarro, che lo immobilizzò danneggiandone un cingolo. Come in passato, l'Oktjabr'skaja decise di uscire dal carro armato per provare a riparare il danno, ma questa volta fu colpita alla testa da schegge di granata e perse conoscenza. Trasportata dapprima in un ospedale da campo a Fastiv, nei pressi di Kiev, e poi in un ospedale militare a Smolensk, la donna spirò il 15 marzo 1944, dopo quasi due mesi di coma. Fu sepolta con tutti gli onori nella piazza della Memoria degli Eroi, a Smolensk.
Nell'agosto successivo, in riconoscimento al coraggio mostrato nelle battaglie attorno a Vicebsk, Marija Oktjabr'skaja fu insignita del titolo di Eroe dell'Unione Sovietica e dell'Ordine di Lenin.

### Memoriali

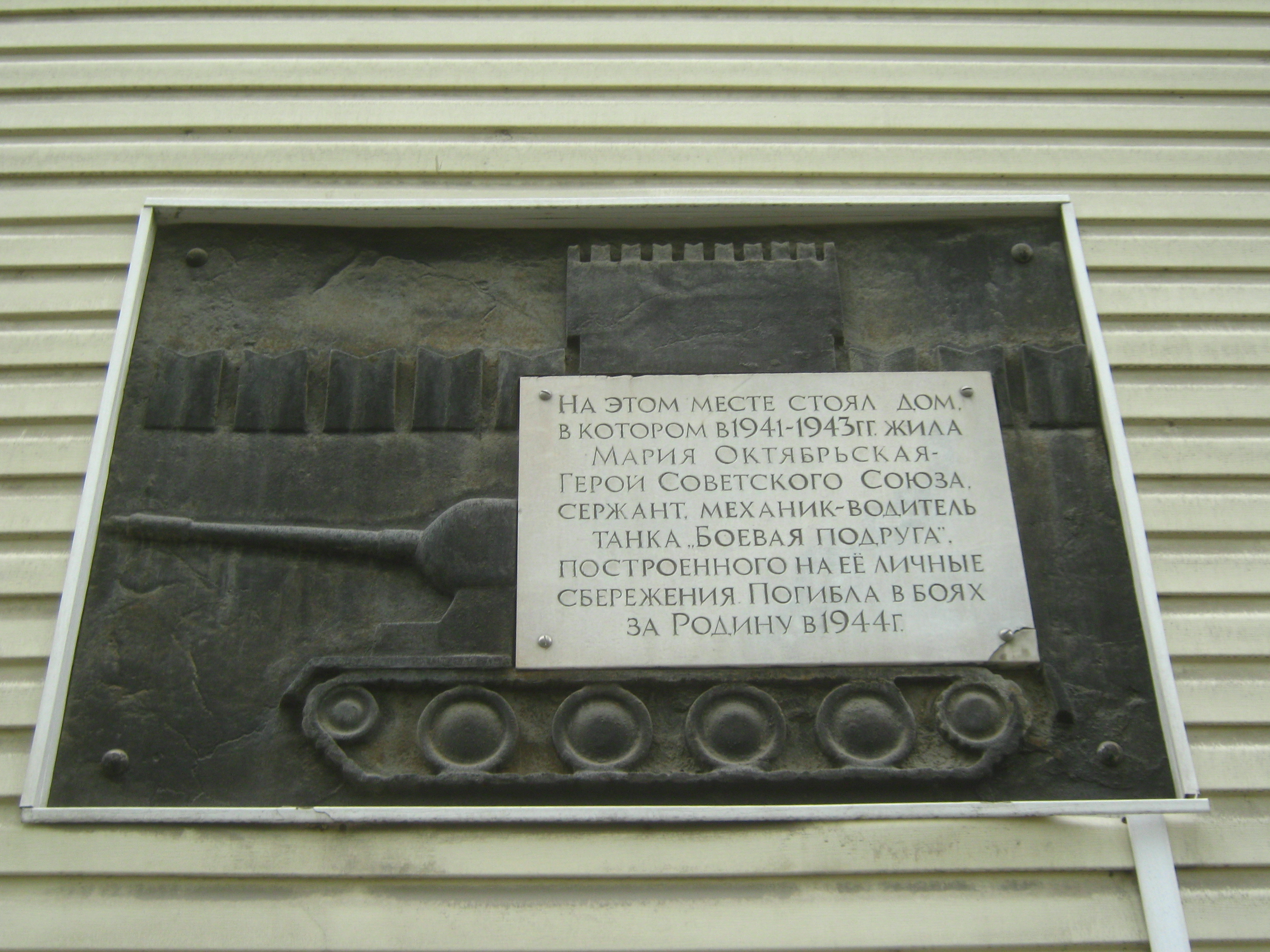
Targa commemorativa di Marija Oktjabr'skaja installata a Tomsk.

Monumenti eretti alla memoria di Marija Oktjabr'skaja e strade battezzate in suo onore sono presenti in diverse città russe, ucraine e bielorusse, tra cui Smolensk, Džankoj e Liozno. A Tomsk, una targa posta in via Belinskij ricorda la casa in cui visse la donna.

### IlFidanzata Combattente

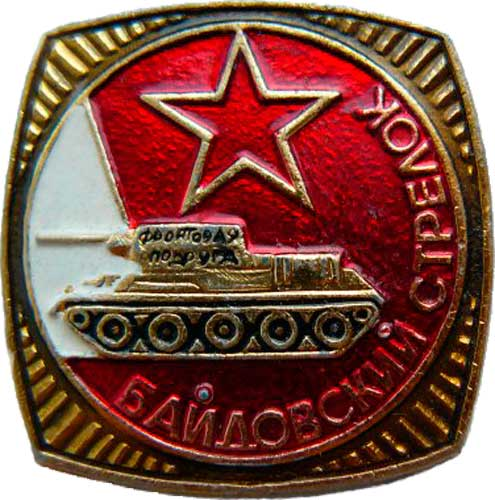
Il distintivo del 68º reggimento corazzato delle guardie, recante l'immagine del Fidanzata Combattente

Dopo la morte di Marija Oktjabr'skaja e la perdita del suo T-34, le carriste vollero mantenere viva la memoria della donna (o della loro "madre", come la chiamavano) dando il nome di Fidanzata Combattente a un altro carro armato, che venne danneggiato dopo la liberazione di Minsk. Il nome passò quindi a un terzo carro armato, che venne distrutto vicino alla città di Gumbinnen, l'odierna Gusev, e infine a un quarto carro, un T-34/85, che riuscì a raggiungere la meta finale, ossia Königsberg, l'odierna Kaliningrad, assieme alla sua brigata. Nel frattempo, altri carriarmati vennero battezzati con lo stesso nome, e la cosa divenne una tradizione del 68º Reggimento corazzato delle guardie che si protrasse anche nel dopoguerra.
Nel 2019, il quarto carro armato, ossia quello che arrivò a Königsberg, è stato restaurato da specialisti della Scuola di comando delle armi combinate superiori dell'Estremo Oriente (in russo Дальневосточного высшего общевойскового командного училища?), e nel 2020 è stato testato su diversi percorsi a ostacoli.